# Marek Zvelebil
Marek Zvelebil (9. ledna 1952 Praha – 7. července 2011 Sheffield) byl archeolog českého původu. Bývá považován za jednoho z „nejdůležitějších a nejvlivnějších myslitelů na poli archeologie své generace“.

## Život a kariéra
Markův otec, významný indolog Kamil Zvelebil, emigroval z Československa po invazi armád Varšavského paktu do Československa v roce 1968. Zvelebilovi nejprve nějakou dobu žili ve Spojených státech a posléze se usadili v Nizozemsku. Zvelebil začal studovat na univerzitě v Oxfordu, bakalářský titul z archeologie získal na Univerzitě v Sheffieldu (1974) a doktorát na Univerzitě v Cambridge (1981), kde byl mimo jiné jedním z posledních studentů významného britského archeologa Grahama Clarka. Po studiích přednášel na Univerzitě v Jižní Karolíně, nicméně v roce 1981 se opět vrátil do Sheffieldu, kde pracoval přes třicet let jako vědecký pracovník – naposledy se zde stal profesorem evropského pravěku. Během toho také příležitostně přednášel po Evropě a Severní Americe.
Po roce 1990 se Zvelebil účastnil vědeckého života ve vlasti. Na Filozofické fakultě Jihočeské univerzity přednášel krajinnou archeologii a rozvíjel program Erasmus. V roce 2009 mu Filozofická fakulta Západočeské univerzity v Plzni udělila čestný doktorát.
Marek Zvelebil zemřel 7. července 2011 ve věku 59 let.

## Dílo

### Vědecké zaměření
Marek Zvelebil se specializoval na evropský mezolit a přechodový stupeň mezi mezolitem a neolitem zejména v Pobaltí. Ve své doktorské disertační práci se zabýval přechodem na zemědělský způsob života ve Finsku a východním Pobaltí. Během své kariéry redigoval několik sborníků, nejznámější je Hunters in Transition. Napsal více než sto odborných prací. Za studii Plant Use in the Mesolithic and its role in the transition to farming (1994) získal cenu R. M. Baguleye. Po rozpadu Sovětského svazu v roce 1991 Zvelebil rozšířil předmět svého výzkumu o rané zemědělství ve východní Evropě a lovecko-sběračské populace na Sibiři. Podílel se na organizaci archeologických odkryvů na jihovýchodě Irska a také na dlouhodobém projektu na Vnějších Hebridách pod hlavičkou Sheffield Department of Archaeology.